# Chutes de Kota
Les chutes de Kota (ou chutes de la Kota) forment un chapelet de cascades à l'est de la chaîne de l'Atacora au Bénin. Elles font partie des aires protégées du Bénin et sont situées dans l'arrondissement de Kotopounga, à une vingtaine de kilomètres de Natitingou.

## Caractéristiques et potentiel
Une étude publiée en 2010 avance les données suivantes pour la Kota, un petit cours d'eau qui fait partie du bassin versant de la Kéran :
- Superficie du bassin : 36 km2
- Débit annuel moyen : 0,27 m3/s
- Durée d'écoulement : 7 920 h/an
- Hauteur de la chute : 100 m
- Puissance productible : 137 kW
- Énergie productible garantie : 685 MW h

Dans le cadre d'un projet régional de renforcement des capacités en micro-hydroélectricité en milieu rural pour l'Afrique de l'Ouest, seuls 6 sites envisagés (dont Kota) sur 10 ont abouti à une étude de faisabilité, du fait de débits généralement très faibles ou nuls pendant la saison sèche, souvent longue. Les chutes de Kota et les autres sites retenus bénéficient au contraire d'un écoulement permanent pendant la saison sèche, grâce aux apports en provenance des nappes souterraines.

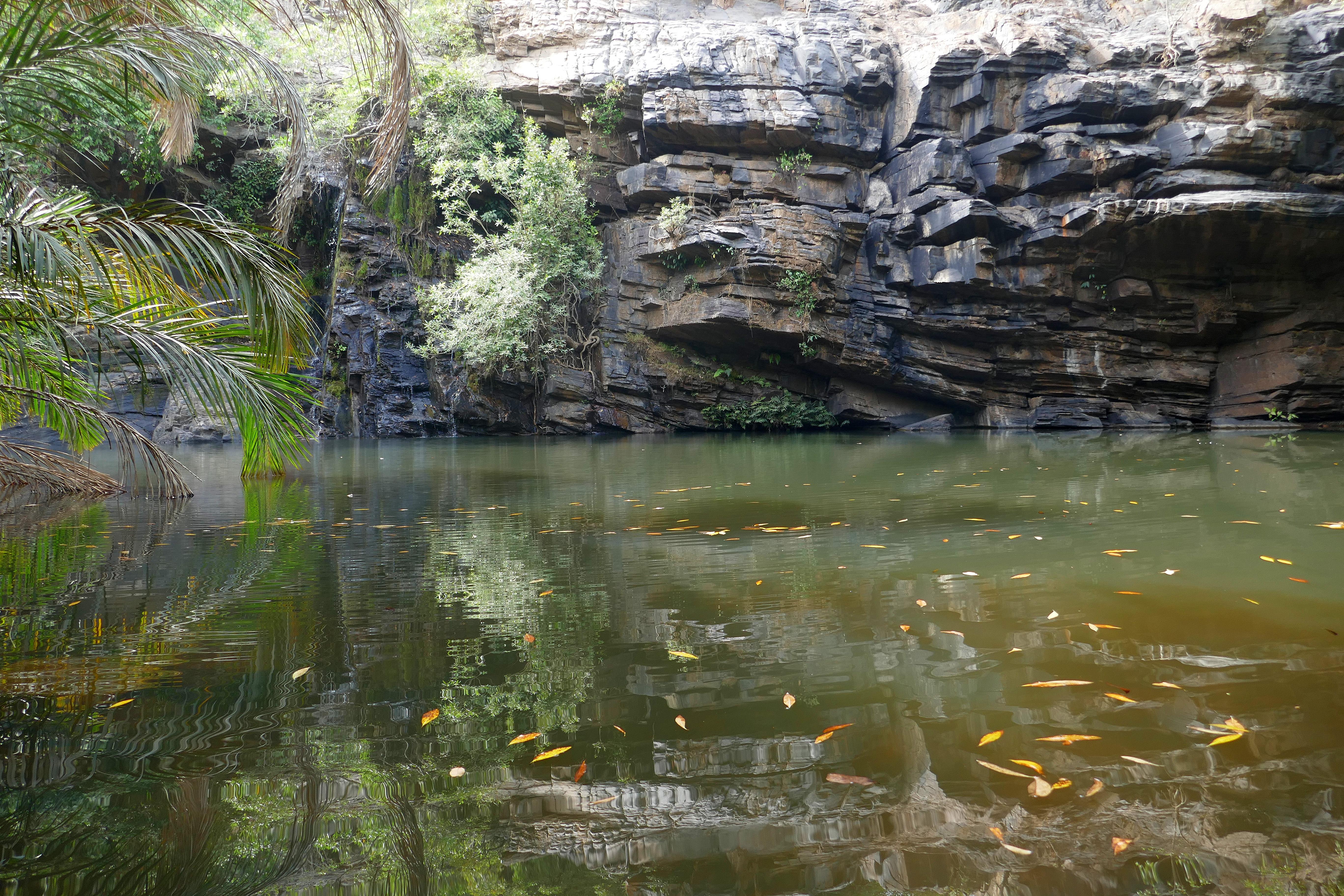
Chutes de Kota
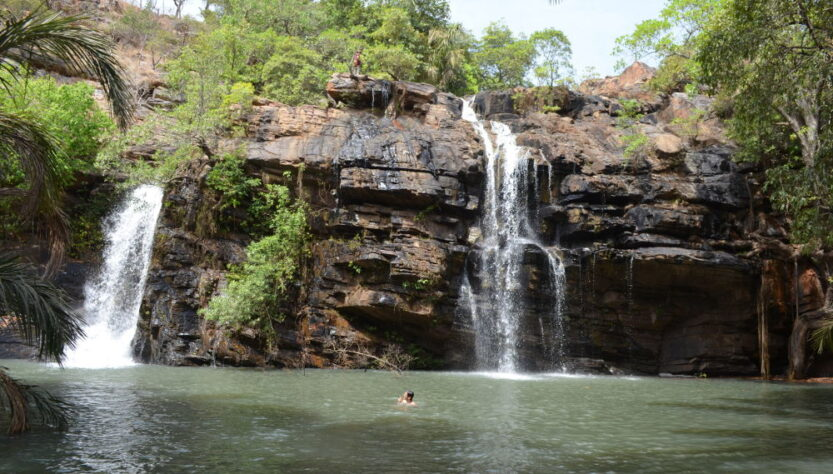
Chute de KOTA

## Conservation de la nature

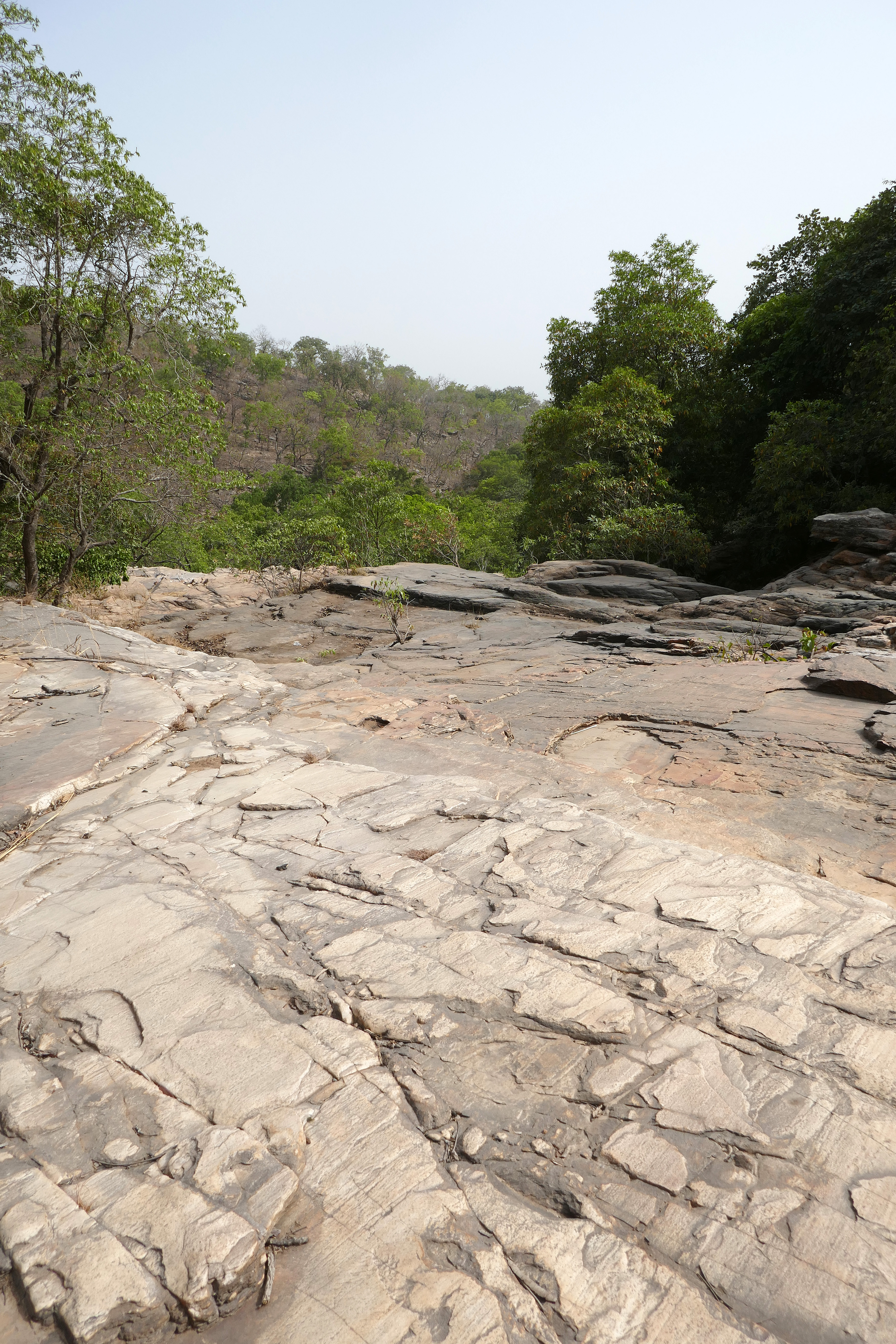
Grès schisteux

La chaîne de l'Atacora est principalement composée de grès schisteux. Du fait de l'érosion, les sols sont pauvres en éléments nutritifs. Le climat dans la région des chutes est de type soudano-guinéen, avec une température annuelle moyenne de 28 °C. Il n'y a qu'une seule saison des pluies, qui s'étend de mai à octobre. Les précipitations annuelles sont de l'ordre de 1 300 mm.
À la fin des années 2000, un chercheur des Jardins botaniques royaux de Kew et son équipe ont observé et collecté des plantes dans ce paysage associant forêt et savane. Le long de la rivière Kota et près des chutes, ils ont identifié 133 taxons d'arbres appartenant à 34 familles différentes – les plus répandues étant les Rubiaceae et les Fabaceae. C'est dans la forêt galerie qui longe le cours d'eau qu'on rencontre les espèces les plus exigeantes en eau, telles que Syzygium guineense (en), Uapaca togoensis, Berlinia grandiflora (sv), Breonadia salicina, Khaya senegalensis ou Manilkara multinervis.
La galerie forestière de Kota se caractérise aussi par sa diversité mycologique, avec la présence notamment d'espèces de champignons supérieurs, parfois uniques au Bénin et aujourd'hui menacées. Il s'agit par exemple de Afroboletus luteolus, Lactarius aurantiofolius ou Russula liberiensis.
Outre la végétation naturelle, un arboretum présentant une grande variété d'arbres tropicaux a été aménagé à proximité des chutes. On y accède par l'un des deux sentiers qui y mènent.

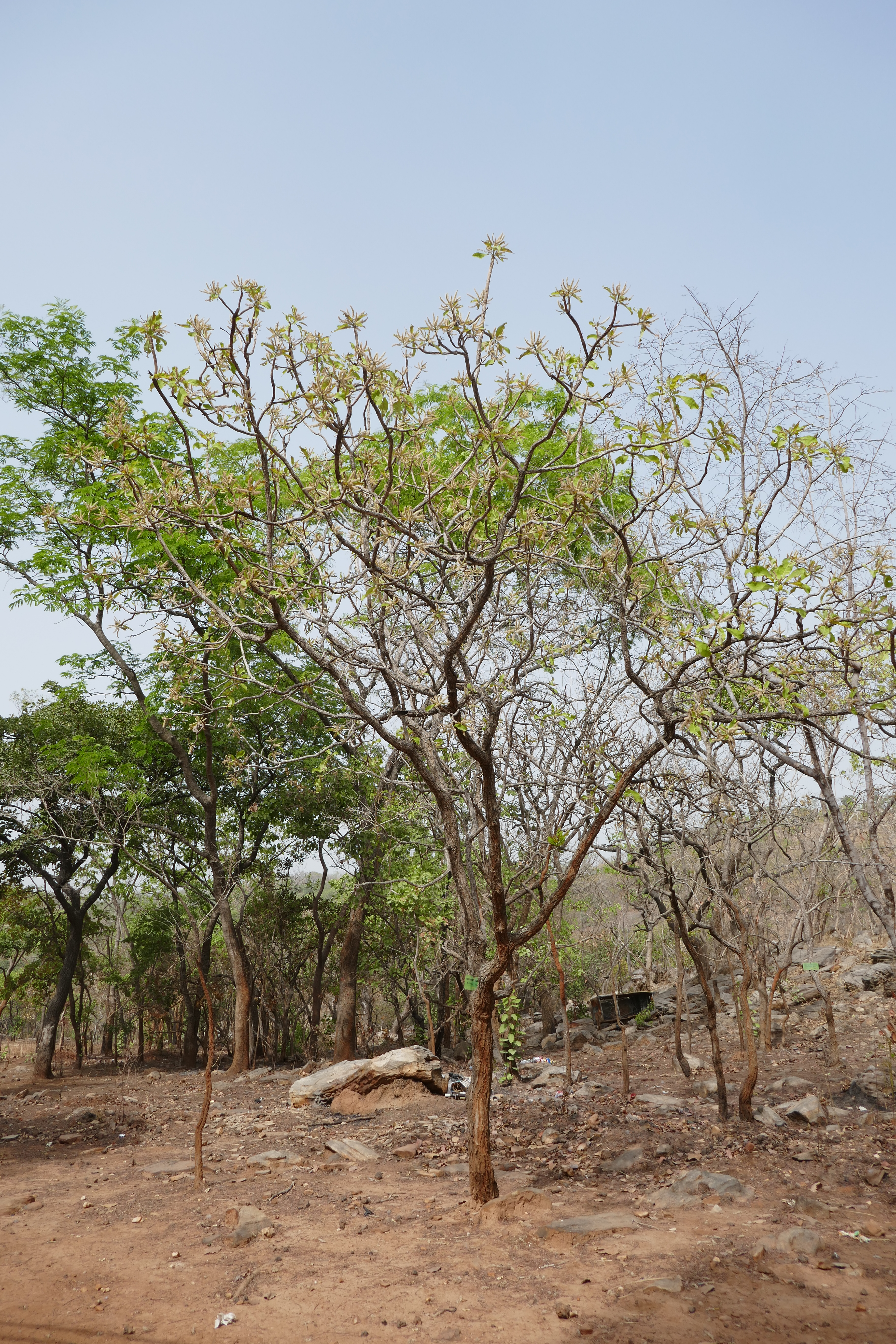
Terminalia mollis
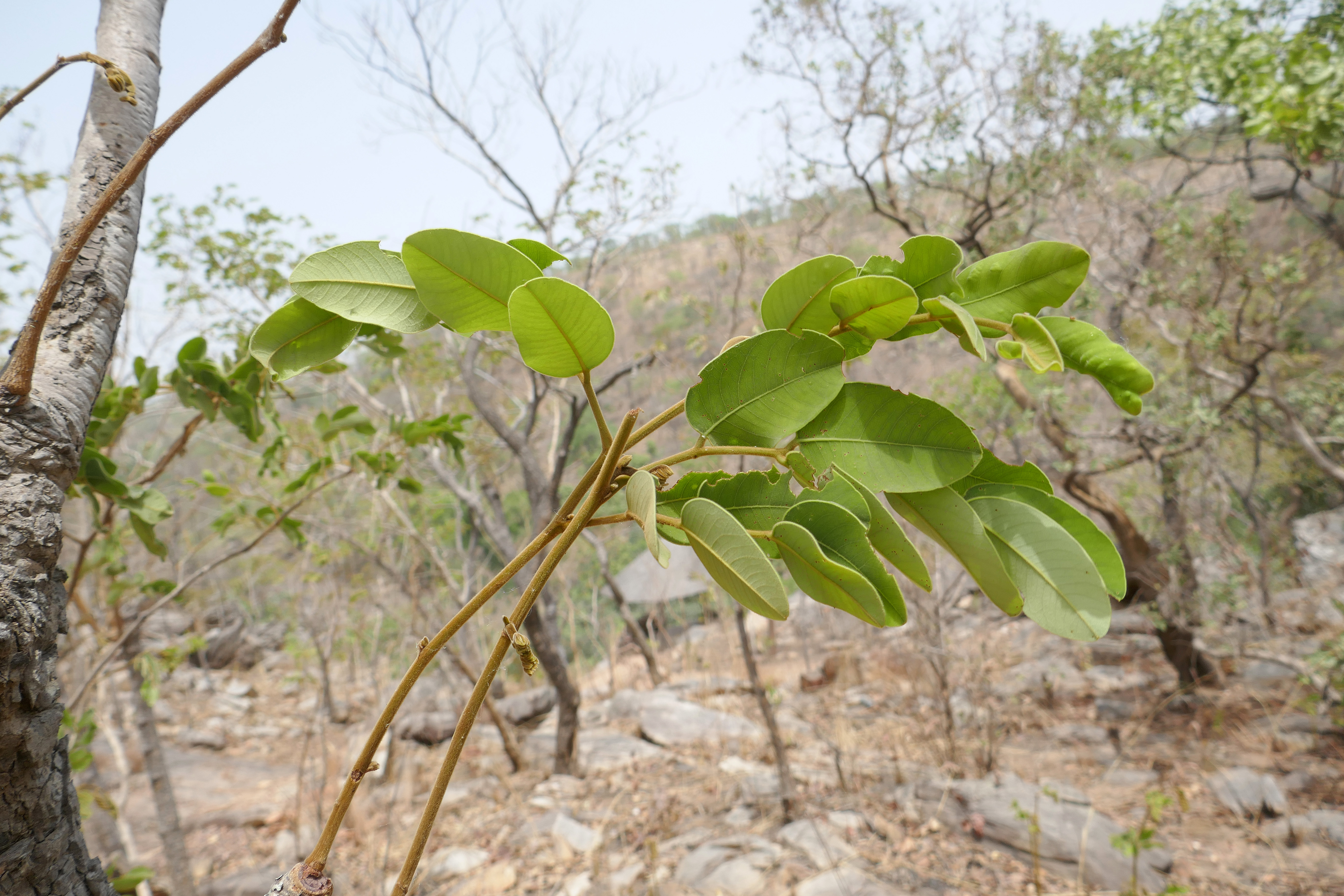
Detarium microcarpum
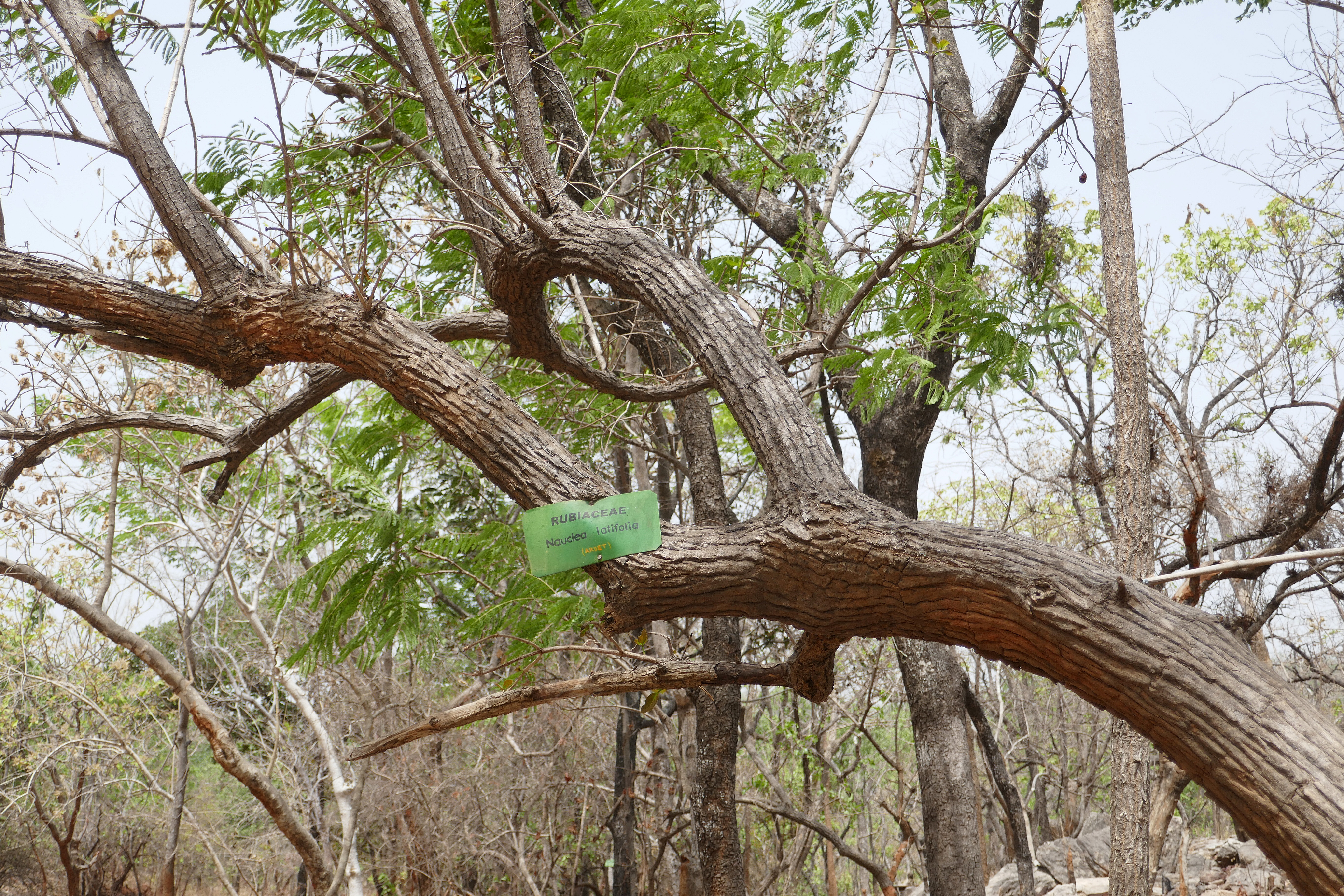
Nauclea latifolia
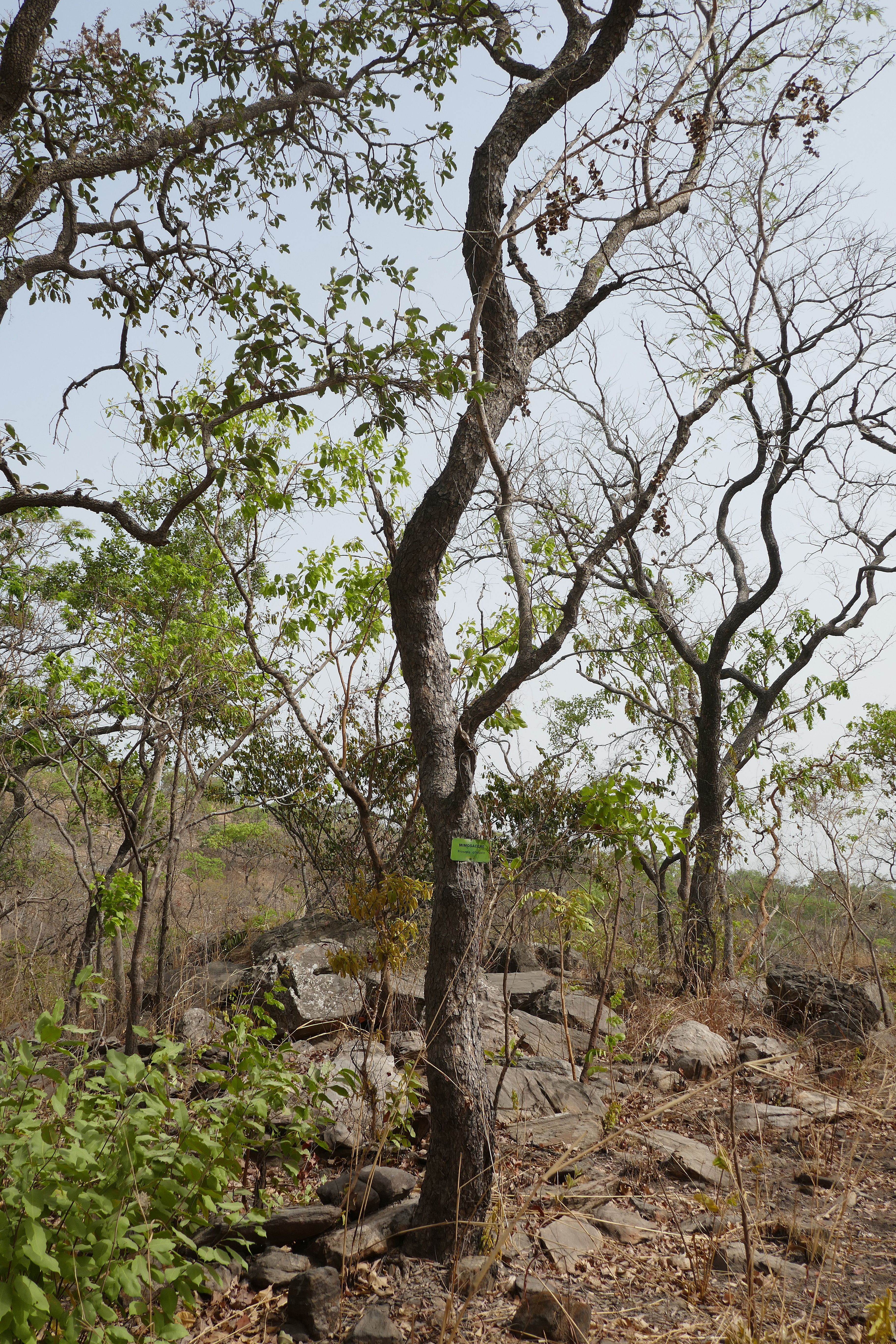
Prosopis africana

## Infrastructures
Un campement de plusieurs bungalows a été aménagé à proximité du site en 2013, mais du fait d'une récession du tourisme dans la région, il est peu occupé (2016).

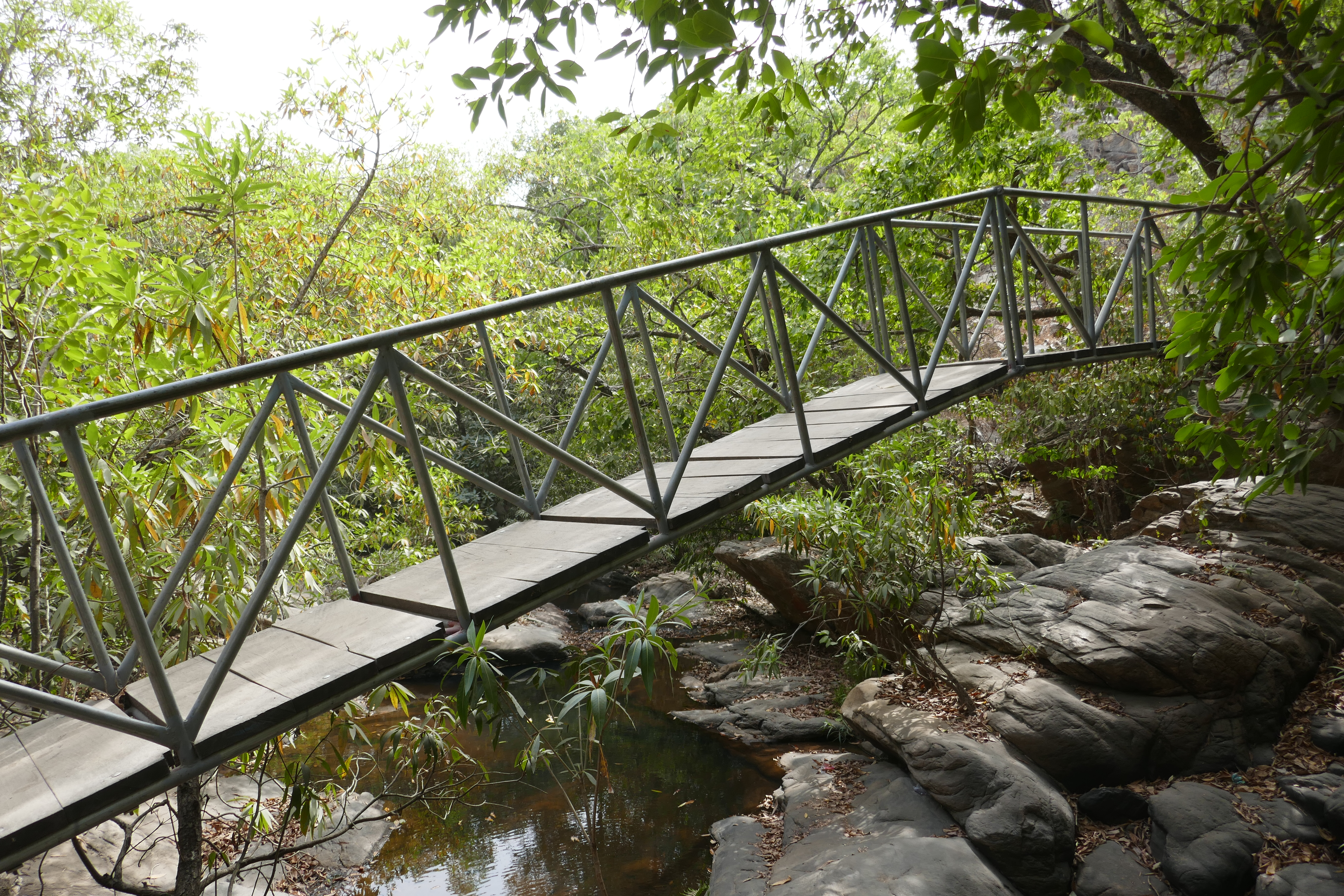
Passerelle
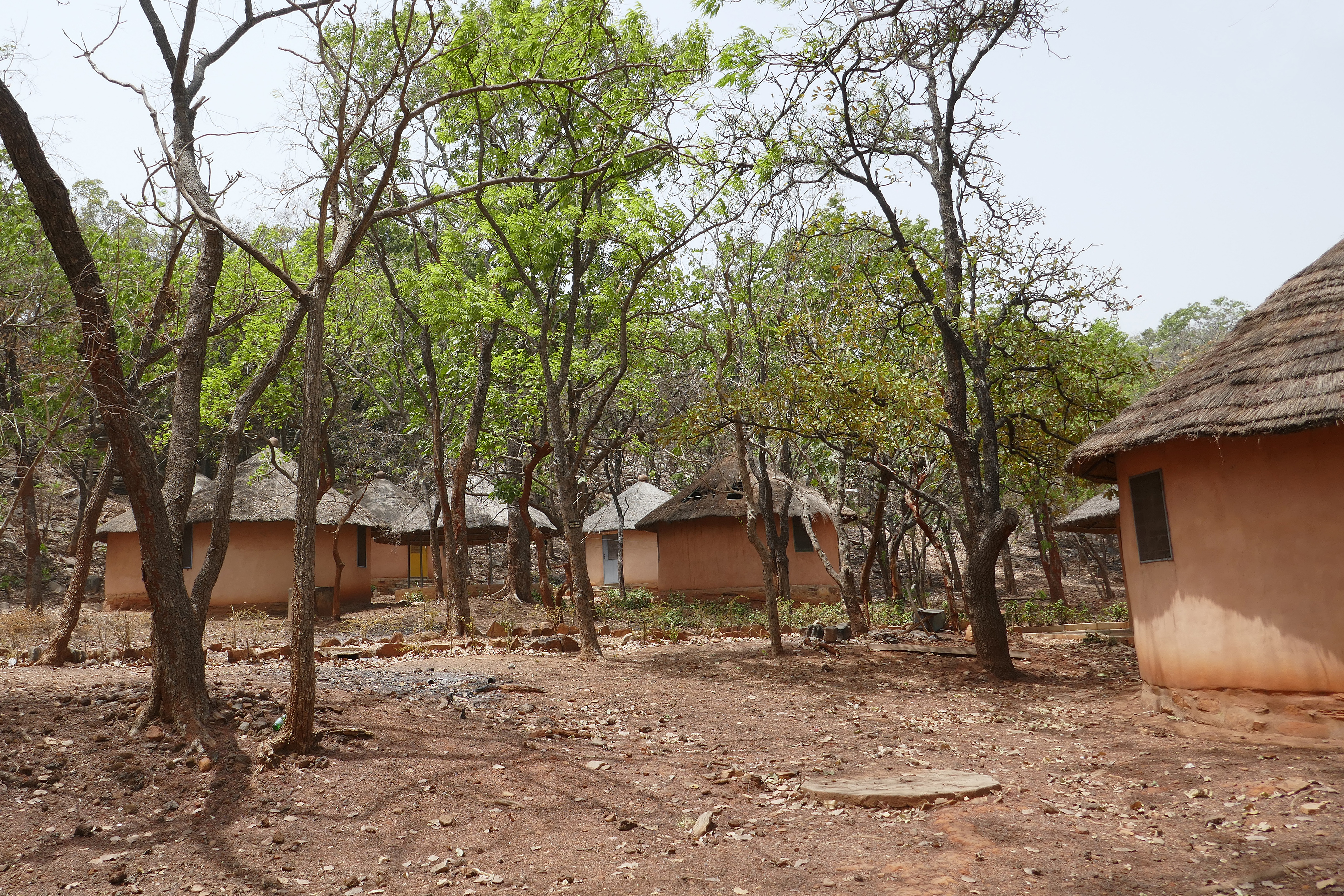
Campement
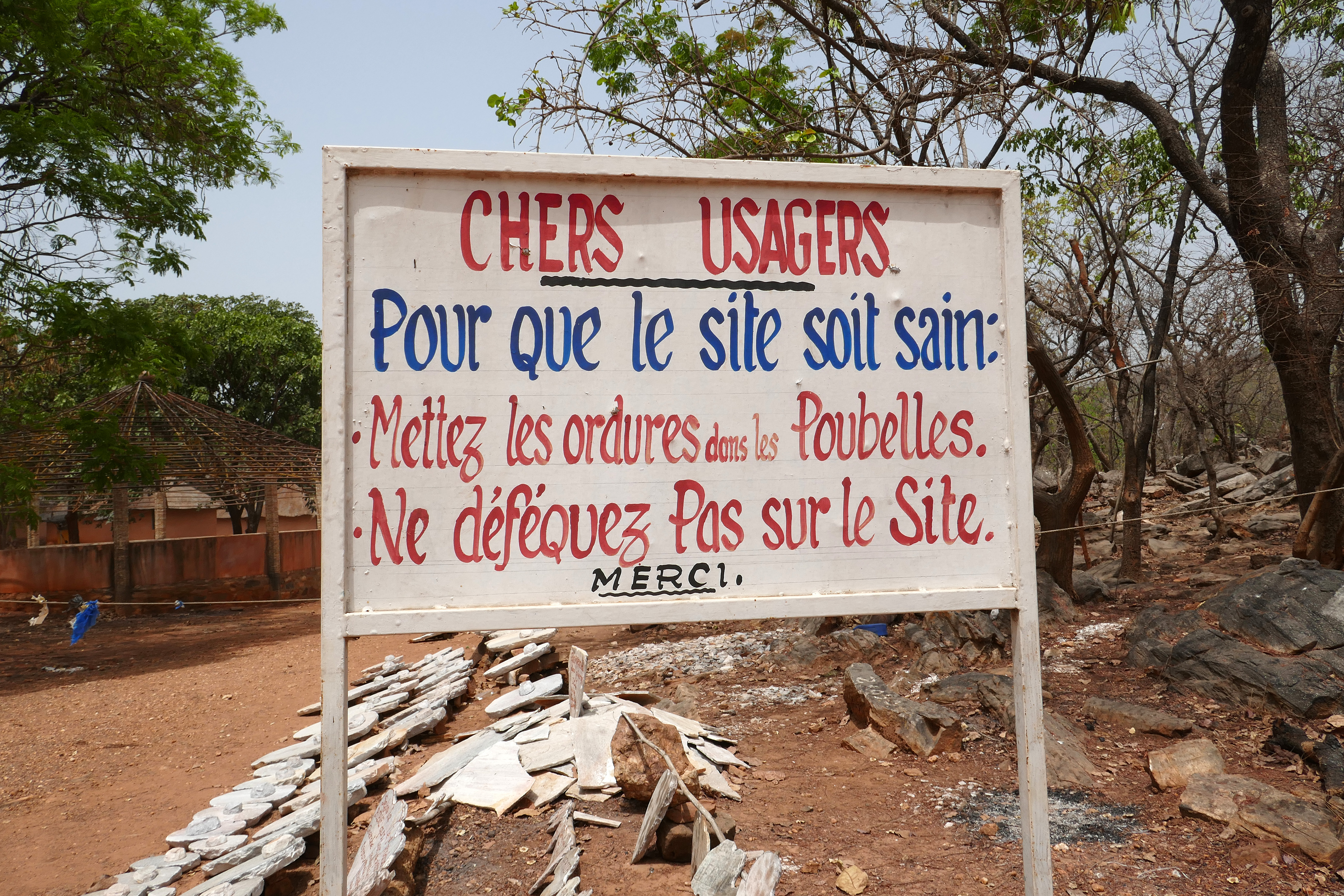
Interdictions

## Culture
Le journaliste-écrivain Marcus Boni Teiga, natif de la région, a consacré aux chutes son poème Kota.